# Aurelio Quirós Argüelles
Aurelio Quirós Argüelles, (La Felguera de Celles, Noreña; 1928-Oviedo, 13 de julio de 2015), fue un empresario y político español, que se desempeñó como alcalde del concejo de Noreña durante 25 años. 

## Biografía
Nació en La Felguera de Celles, Noreña, Asturias, siendo el séptimo de ocho hermanos. A los 22 años se inicia en el mundo empresarial con Contratas Aurelio Quirós —actividad que ha mantenido hasta su jubilación—.
Comienza en política como alcalde de barrio y poco después, en 1979, en las primeras elecciones municipales democráticas tras el franquismo, sale escogido concejal en las listas de Unión de Centro Democrático (UCD), que encabezaba Rafael Junquera García.
Aurelio Quirós se convierte en alcalde al poco tiempo al dimitir los dos concejales que le precedían en la lista electoral. Desde entonces ha sido el cabecilla de cinco listas, ganando otras tantas elecciones municipales de Noreña. Las de 1983, 1987 y 1991 con el CDS, en las de 1995 con Centristas Asturianos —surgido en Asturias de las 'cenizas' del CDS—, en las de 1999 en la lista de URAS y finalmente en 2003 con la Unión Noreñense Independiente (UNI) —un partido de carácter local fundado por él—. La UNI gana las elecciones municipales de 2003, alcanzando cuatro concejales, PSOE y PP quedan con tres concejales cada uno e IU con un representante. Aurelio Quirós se convierte en alcalde y gobierna con el PP hasta que el 28 de febrero de 2005 formaliza su dimisión en el registro municipal y el 2 de marzo preside por última vez el pleno municipal, donde se aprueba su renuncia. Quirós dejaba la política después de un cuarto de siglo como alcalde de Noreña.